# Mariin pramen
Mariin pramen dal městu jméno a byl vůbec prvním využívaným pramenem Mariánských Lázní, ještě před samotným založením města.
Jeho hlavní složkou je oxid uhličitý a poté stopové příměsi plynů, které pro svůj typický zápach daly místu název Smradlavé lázně. Jde o celou skupinu pramenů, které jsou vlastně suchými vývěry (tzv. mofety) kysličníku uhličitého, které se rozpouštějí v mělké podzemní vodě. Jejich pavilonek je dnes veřejnosti nepřístupný. Používá se ve formě plynu. Má pozitivní účinky při onemocnění srdce. Plyn se užívá k injekční léčbě a suchým plynovým koupelím.
Pramení z rašelinového základu v prostorách nádvoří Starých lázní. Dnes je k dispozici pacientům v hotelu Maria Spa.

## Historie
Původně bylo toto místo slatiništěm s močály, kde se nemocní hosté nořili do bažin. Později zde byl vybudován dřevěný bazén se střechou určený ke koupelím, a kolem roku 1786 zde stávala srubová stavba se čtyřmi koupelnami. Na tomto místě nechal J. J. Nehr postavit první lázeňský dům. V roce 1808 byla v blízkosti postavena lázeňská budova a o několik let později v roce 1812 byly vybudovány Staré lázně, předchůdce dnešních Centrálních lázní. Další úpravy jímání pramene nastaly až po 20. letech 20. století, kdy Dr. Benno Winter provedl zásah, jež dnes vidíme v podobě dřevěného pavilónu přizpůsobeného své funkci – zachytit v erupcích přírodního plynu léčivé látky. Během lázeňské sezony se zde pacienti ponořovali po pás do léčivého plynu. Bohužel je ale pro turisty uzavřen. V roce 1977 byl pavilón zbořen a v blízkosti původního pavilónu byl jímán z 52 metrů hlubokého vrtu do igelitových obálek určených k přímé aplikaci. Roku 1984 byl v sousedství pramene Hamelika objeven nový pramen Nová Marie, který se začal stáčet do lahví pod názvem Aqua Maria. Název pramenů vznikl podle obrázku zavěšeného na strom, údajně potulným vojákem, který se jimi léčil při procházení tímto územím z bitvy. Z toho vznikl i název města Mariánské Lázně.

## Současnost
V současnosti je jímací místo rozšířeno o zdroj BJ-6 Nová Marie umístěný na svahu sto metrů od lázeňského domu Maria Spa. Pramen je vedený minerálkovodem do stáčírny lázeňských pramenů společnosti BHMW a.s. nad kolonádou Ferdinandova pramene. Na trh je dodávána pod názvem AQUA MARIA.